# Brewster SB2A
Die Brewster SB2A Buccaneer war ein einmotoriges Kampfflugzeug der Zeit des Zweiten Weltkrieges aus US-amerikanischer Produktion, das vor allem bei der US Navy zum Einsatz kam. Sie stellte den Versuch des Herstellers Brewster Aeronautical Corporation dar, aus dem Vorgängermuster Brewster SBA einen wirkungsvolleren Aufklärer/Bomber zu entwickeln. Das neue Flugzeug sollte leistungsfähiger und schwerer bewaffnet sein. Trotz zahlreicher Produktionsaufträge aus den USA, Großbritannien und den Niederlanden konnte die Brewster SB2A Buccaneer die in sie gesetzten Hoffnungen nicht erfüllen.

## Entwicklung
Die Brewster SB2A Buccaneer wurde als zweisitziger Aufklärer/Bomber für den Land- und Flugzeugträgereinsatz entworfen. Generell folgte die Konstruktion der Konstruktionsweise der Brewster SBA. Die Zielsetzung des neuen Entwurfs erforderte jedoch ein größeres Flugwerk und einen stärkeren Motor. Des Weiteren wurde der Bombenschacht vergrößert und das Hauptfahrwerk wurde so verlagert, dass es in die Tragflächenunterseite und nicht mehr in den Rumpf eingezogen werden konnte.
Der Erstflug des Prototyps fand am 17. Juni 1941 statt. Zur gleichen Zeit lagen schon Bestellungen über 140 Exemplare für die U.S. Navy, 162 für die Niederlande und 750 für die Royal Air Force vor. Auch die United States Army Air Forces (USAAF) bestellten 468 als A-34 bezeichnete SB2A-2, diese wurden jedoch im Rahmen des Leih- und Pachtgesetzes an Großbritannien geliefert. Bei der RAF wurden die Maschinen als Bermuda Mk.1 bezeichnet. Australien hatte ebenfalls 243 „Bermudas“ bestellt, was allerdings nach Bekanntwerden der Schwächen des Typs und der Lieferverzögerungen bei den anderen Bestellungen aufgegeben und durch eine Bestellung von Vultee Vengeance ersetzt wurde.

## Einsatz

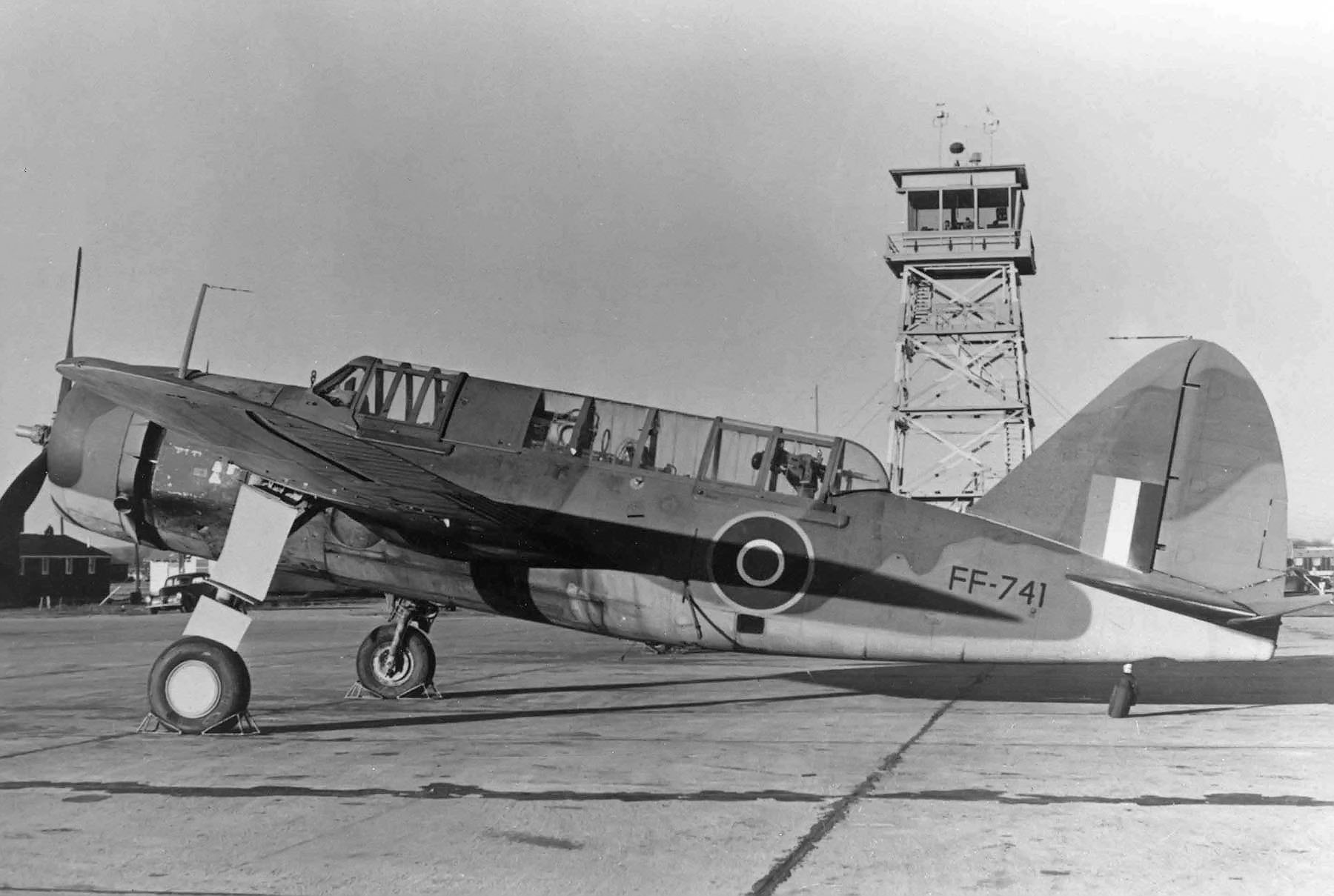
Eine Bermuda der Royal Air Force

Im Einsatz zeigte die Brewster SB2A Buccaneer nicht die erhofften Leistungen. Besonders nach Einbau einer schwereren Bewaffnung fehlte dem Muster die gewünschte Manövrierfähigkeit. Allgemein wurde von den Betreibern die Leistung als völlig unzureichend für Kampfeinsätze bewertet.
Dennoch bestellte die U.S. Navy weiterhin geringe Stückzahlen verschiedener Varianten für den Einsatz in der zweiten Linie und für Schulungsaufgaben.
Bei der britischen Royal Air Force wurde der als Bermuda bezeichnete Typ mehrheitlich zum Ziel-Schleppflugzeug umgebaut. Soweit bekannt ist, wurde keines der Flugzeuge an der Front eingesetzt.

## Varianten

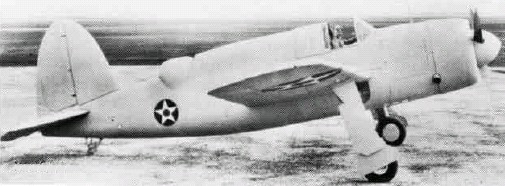
Der XSB2A-1 Prototyp 1941

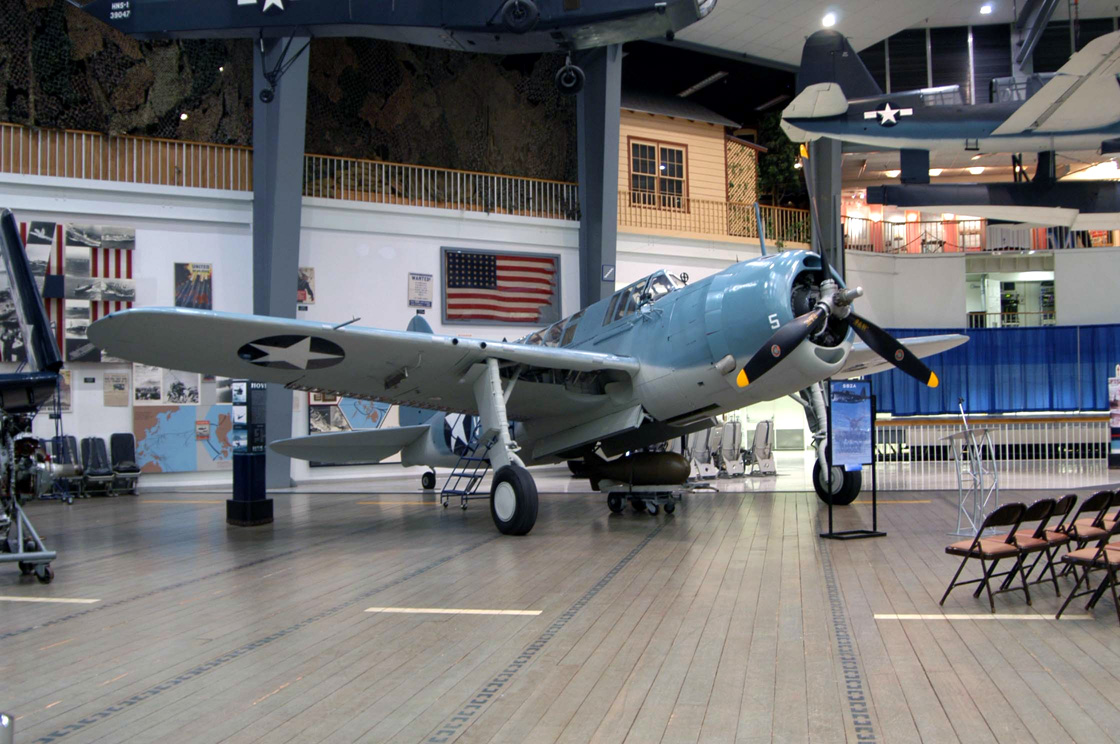
Die einzige erhaltene SB2A im National Museum of Naval Aviation

XSB2A-1Prototyp, einer wurde gebaut.
SB2A-1Serienversion mit Rückenturm (nicht gebaut).
SB2A-2Variante ohne faltbare Flügel mit geänderter Bewaffnung, 80 Exemplare wurden gebaut.
SB2A-3Variante für den Trägereinsatz mit Faltflügeln und Fanghaken, 60 Exemplare wurden gebaut.
SB2A-4Ursprünglich für die Niederlande vorgesehene Variante, die Maschinen wurden an die U.S. Navy und das U.S. Marine Corps als Schulflugzeuge abgegeben. 162 Exemplare wurden gebaut.
A-34Bezeichnung der USAAF für die für Großbritannien im Rahmen des Leih- und Pachtgesetzes gebauten SB2A-2. 468 Flugzeuge wurden gebaut.
Bermuda Mk.1Bezeichnung der Royal Air Force für die SB2A-2/A-34.
Abnahme der Brewster Buccaneer/Bermuda durch die USAAF:
| Typ          | 1942 | 1943 | 1944 | SUMME |
| Brewster 340 | 168  | 568  | 35   | 771   |
| ------------ | ---- | ---- | ---- | ----- |

## Technische Daten

Dreiseitenriss

| Kenngröße             | Daten                                                                                             |
| --------------------- | ------------------------------------------------------------------------------------------------- |
| Typ                   | zweisitziger Aufklärer/Bomber                                                                     |
| Triebwerk             | Sternmotor Wright R-2600-8 Cyclone mit 1700 PS (1268 kW)                                          |
| Höchstgeschwindigkeit | 441 km/h in 3660 m Höhe                                                                           |
| Dienstgipfelhöhe      | 7590 m                                                                                            |
| Reichweite            | 2696 km                                                                                           |
| Leermasse             | 4501 kg                                                                                           |
| max. Startmasse       | 6481 kg                                                                                           |
| Spannweite            | 14,33 m                                                                                           |
| Länge                 | 11,94 m                                                                                           |
| Höhe                  | 4,70 m                                                                                            |
| Bewaffnung            | 2 × 12,7-mm-Maschinengewehre 4 × 7,62-mm-Maschinengewehre maximal 454 kg Bomben (Variante SB2A-2) |